# Brotnja
Brotnja falu Horvátországban Zára megyében. Közigazgatásilag Gračachoz tartozik.

## Fekvése
Zárától légvonalban 79, közúton 111 km-re, községközpontjától légvonalban 27, közúton 47 km-re északkeletre, Lika déli részén, a bosnyák határ mellett fekszik.

## Története
A török korban pravoszláv lakossággal telepített likai falvak közé tartozik. A településnek 1857-ben 350, 1910-ben 531 lakosa volt. Az első világháború után előbb a Szerb-Horvát-Szlovén Királyság, majd Jugoszlávia része lett. 1991-ben már a falu csaknem teljes lakossága szerb nemzetiségű volt. Lakói még ez évben csatlakoztak a Krajinai Szerb Köztársasághoz. A horvát hadsereg 1995 augusztusában a Vihar hadművelet során foglalta vissza a települést. Szerb lakói elmenekültek. A településnek 2011-ben 47 lakosa volt.

## Lakosság
| Lakosság változása | Lakosság változása | Lakosság változása | Lakosság változása | Lakosság változása | Lakosság változása | Lakosság változása | Lakosság változása | Lakosság változása | Lakosság változása | Lakosság változása | Lakosság változása | Lakosság változása | Lakosság változása | Lakosság változása | Lakosság változása |
| ------------------ | ------------------ | ------------------ | ------------------ | ------------------ | ------------------ | ------------------ | ------------------ | ------------------ | ------------------ | ------------------ | ------------------ | ------------------ | ------------------ | ------------------ | ------------------ |
| 1857               | 1869               | 1880               | 1890               | 1900               | 1910               | 1921               | 1931               | 1948               | 1953               | 1961               | 1971               | 1981               | 1991               | 2001               | 2011               |
| 350                | 447                | 271                | 392                | 519                | 531                | 541                | 627                | 366                | 375                | 287                | 229                | 170                | 125                | 34                 | 47                 |

## Nevezetességei
- Az Una és a Krka folyók forrásvidéke természeti látványosság.
- Razvale-hegy régészeti lelőhely.